# 9501 Ywain
9501 Ywain (2071 T-2) là một tiểu hành tinh vành đai chính.